# Glyphonycteris
Glyphonyctère
Genre
Glyphonycteris (les Glyphonyctères) est un genre sud-américain de chauves-souris de la famille des Phyllostomidae.

## Description
Les espèces du genre Glyphonycteris ont une longueur de tête et de corps comprise entre 55 et 84 mm, une longueur d'avant-bras comprise entre 37 et 58 mm, une longueur de queue comprise entre 8 et 15 mm et un poids allant jusqu'à 30 g.
Le crâne a un rostre gonflé et une boîte crânienne en forme de dôme. Les incisives supérieures ressemblent à des canines tandis que les inférieures sont triffides. Les canines supérieures sont courtes.
La fourrure est longue, avec des poils généralement unicolores ou tricolores, mais jamais bicolores. Les parties dorsales sont gris brunâtre foncé, tandis que les parties ventrales varient du gris au brun foncé.
Le museau est court, avec une feuille nasale lancéolée et avec la partie antérieure fusionnée avec la lèvre supérieure. Sur la lèvre inférieure, cependant, il y a un sillon entouré d'un coussinet charnu lisse en forme de V. Les oreilles sont longues, pointues, avec la moitié supérieure du bord externe concave et sans aucune bande cutanée qui les relie à la base, ce qui est une distinction avec le genre Micronycteris. La queue est courte et entièrement incluse dans la grande membrane interfémorale. Le calcar est plus court que le pied. Le quatrième métacarpien des doigts est généralement le plus court, tandis que le cinquième est le plus long.

## Répartition
Le genre Glyphonycteris est présent en Amérique centrale et en Amérique du Sud.

## Liste d'espèces
Le genre Glyphonycteris comprend trois espèces :
- Une seule paire d’incisives supérieures :
  - Glyphonycteris daviesi (Hill, 1964) - nord de l'Amérique du Sud, île de Trinidad
- Deux paires d'incisives supérieures :
  - Glyphonycteris behnii (Peters, 1865) - ouest du Brésil, Bolivie et Pérou
  - Glyphonycteris sylvestris Thomas, 1896 - plusieurs populations distinctes entre le Mexique et le Brésil.

## Classification
Le nom valide complet (avec auteur) de ce taxon est Glyphonycteris Thomas, 1896.
Ce taxon porte en français le nom vernaculaire ou normalisé suivant : Glyphonyctère.
L'espèce type est Glyphonycteris sylvestris Thomas, 1896.
Glyphonycteris a pour synonyme :
- Barticonycteris Hill, 1964